# Straat van Canso
De Straat van Canso, soms ook Straat Canso, scheidt het vasteland van Nova Scotia van Cape Bretoneiland, in het oosten van Canada.
De zeestraat is ongeveer 27 km lang en gemiddeld 3 km breed (1 km op het smalste punt). De zeestraat verbindt Chedabucto Bay aan de Atlantische Oceaan met St. George's Bay aan de Straat van Northumberland, onderdeel van de Saint Lawrencebaai. De straat is meer dan 60 m diep.
Aan de zeestraat liggen twee belangrijke gemeenschappen met Port Hawkesbury aan de oostkant en Mulgrave aan de westkant, met beide een haven. De straat wordt overgestoken door de Canso Causeway voor zowel weg- als spoorverkeer en deze werd geopend in 1955. Het Canso Canal laat schepen door de Causeway passeren. Dit kanaal kan elk schip ontvangen dat door de Sint-Laurenszeeweg kan varen.
Een verslag van de vroege nederzetting in het gebied wordt gegeven in de brieven van inwoner Henry Nicholas Paint (1830-1921), parlementslid voor Richmond County en koopman, wiens vader Nicholas waardevolle landtoelagen bemachtigde en zich in 1817 vestigde in een stenen huis in Belle Vue. Port Hawkesbury, aanvankelijk bekend als Ship Harbour, ontwikkelde zich in de 19e eeuw tot een scheepsbouw- en botenbouwhaven aan de zeestraat. Bedrijven als H.W. Embree and Sons produceerden karakteristieke vissersboten die bekend werden als “Canso Boats” naar de zeestraat.